# ليندر ستار جيمسون
ليندر ستار جيمسون هو سياسي جنوب أفريقي، ولد في 9 فبراير 1853 في إدنبرة في المملكة المتحدة، وتوفي في 26 نوفمبر 1917 في لندن في المملكة المتحدة. نشط حزبياً في Unionist Party (South Africa) ‏. وقد انتخب Prime Minister of the Cape Colony ‏ (22 فبراير 1904 – 2 فبراير 1908).